# 대한민국 민사소송법 제249조
대한민국 민사소송법 제249조는 소장의 기재사항에 대한 민사소송법조문이다.

## 조문
제249조(소장의 기재사항) ① 소장에는 당사자와 법정대리인, 청구의 취지와 원인을 적어야 한다.
②소장에는 준비서면에 관한 규정을 준용한다.

## 같이 보기
- 준비서면